# Bernhard Paumgartner
Bernhard Paumgartner (Vienna, 14 novembre 1887 – Salisburgo, 27 luglio 1971) è stato un direttore d'orchestra, compositore e musicologo austriaco.

## Biografia
Era figlio del pianista, critico musicale e direttore di coro alla corte austriaca Hans Paumgartner (1843–1896) e del mezzosoprano Rosa Papier. Iniziò a studiare coro, violino e pianoforte, e mentre era ancora studente iniziò a dirigere l'orchestra. Ottenne un dottorato in diritto all'Università di Vienna nel 1911 mentre studiava ancora musicologia con Adler, direzione d'orchestra e teoria musicale con Bruno Walter, direzione di coro con K. Stiegler, pianoforte con R. Dienzl. Divenne maestro ripetitore alla Wiener Staatsoper (1911-1912) e quindi direttore della Wiener Tonkunstlerorchester dal 1914 al 1917 (insegnando contemporaneamente all'Académie dal 1915 al 1917). Successivamente la sua carriera si svolse a Salisburgo. Fu direttore del Mozarteum (1917-1938, destituito dopo l'Anschluss, e poi dal 1945-1953), e direttore del festival di Salisburgo dal 1960 al 1971, del quale era stato cofondatore nel 1922.
Nel 1952, fondò la Camerata Academica des Mozarteums Salzburg che diresse fino al 1960.
Egli è noto per essere stato il professore di composizione di Herbert von Karajan al Mozarteum di Salisburgo, dove riconobbe precocemente la disposizione del suo allievo per la direzione d'orchestra.
Come musicologo pubblicò numerosi saggi ed edizioni di opere del XVIII secolo e le sue opere su Mozart sono fondamentali.

## Onorificenze
- Consigliere privato
- Dottore ad honorem di filosofia, Università di Salisburgo (14 novembre 1967)
- Decorazione austriaca per le arti e le scienze (1962)
- Cittadinanza onorifica di Salisburgo (1963)

## Opere
Fu autore di due opere liriche e di diversi balletti. La sua musica strumentale è scritta in stile barocco.
- Die Höhkle von Salamanca, opera (Dresda 1923)
- Rossini in Neapel, opera (Zurigo 27 marzo 1923) su musiche di Gioachino Rossini OCLC 247505653
- Pagoden, balletto (Monaco di Baviera 1927)
- Ballo medico, balletto (Vienna 1943)
- Salzburger divertimento, balletto (Salisburgo 1955) su musica di Mozart
- Ouvertüre zu einenm ritterlichen, per orchestra

## Saggi
- (DE)  Das Taghorn : Dichtungen u. Melodien d. bayrisch-österreichischen Minnesangs. (Vienne, Stephenson 1922) OCLC 631203832
- (DE)  Mozart (Berlin 1927 ; 7° éd. augmentée 1973)
  - (FR) Mozart, collana Leurs figures, traduzione di Paule Pascali, Paris, Gallimard, 1951, OCLC 5652925.
- (DE)  Franz Schubert. Eine Biographie (Zurich 1943 ; 3° éd. 1960)
- (DE)  Das von der Antike Instrumentelle Ensemble bis zur Gegenwart (1948, rééd. Zurich, Atlantis Verlag 1966) OCLC 4877586
  - Franz Schubert (Buchclub Ex Libris 1975) OCLC 84112716
- (DE)  Johann Sebastian Bach : Leben und Werke (Zurich 1950) OCLC 16453361
- (DE)  Mozart (1957).

I suoi articoli sono stati raccolti e pubblicati a Cassel nel 1973 :
- (DE) Vorträge und Essays, collana Publikationen des Instituts für Musikwissenschaft der Universität Salzburg, n. 6, Cassel, Bärenreiter, 1973, OCLC 1026095.